# وادي السنط
وادي السنط (السنط هي شجرة طلح) أو وادي البطم هو وادي يقع في وسط فلسطين، جنوب غرب القدس. ويعتبر وادي السنط بالإضافة إلى وادي الخليل أهم روافد وادي صقرير.

في أواخر القرن التاسع عشر، وصف كوندر وكيتشنر وادي السنط بأنه «واحد من أكثر المناطق خصبة في فلسطين». يبدأ الوادي من قريتي حوسان والخضر في غربي بيت لحم ويمر بقرى بيت نتيف وعجور وزكريا وتل الصافي وتل الترمس وقسطينة والبطاني وبرقة وغيرها.

## تاريخ وعهد قديم
يربط هذا الوادي بين سهول فلسطين وجبال فلسطين، وارتفاعه 330 متر فوق مستوى سطح البحر.
جرت في هذا الوادي المعركة المشهورة بين داود وجالوت الفلستي في عام 1010 قبل الميلاد. في عام 634 شهد الوادي معركة مشهورة أخرى وهي «معركة أجنادين» التي هزم فيها المسلمون بقيادة عمرو بن العاص البيزنطيين في طريقهم إلى القدس.

## معرض الصور

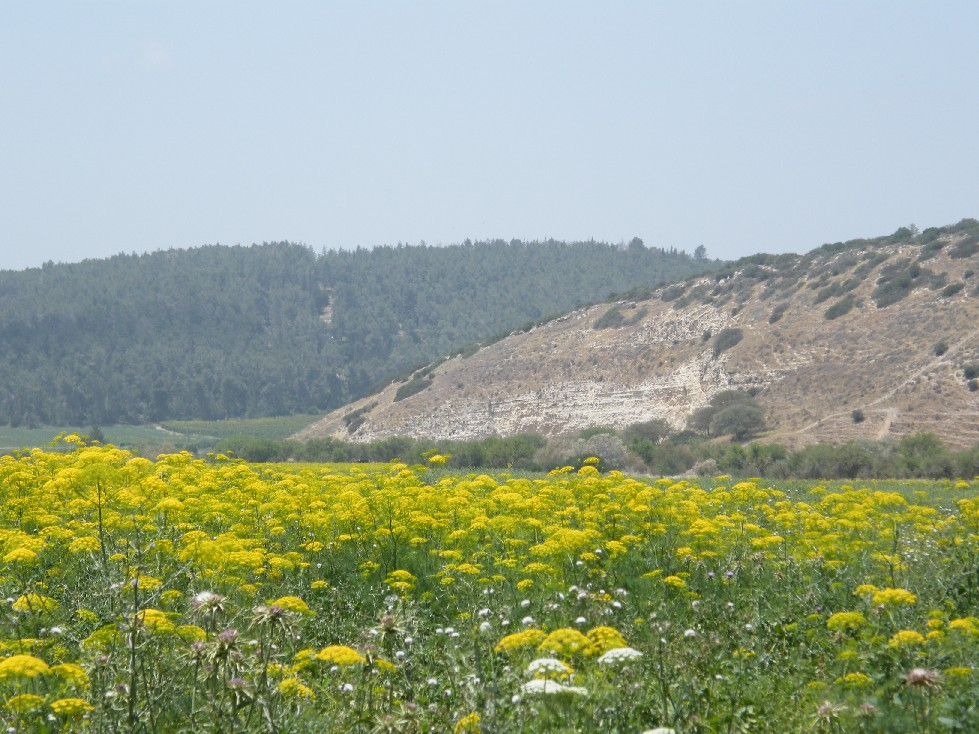
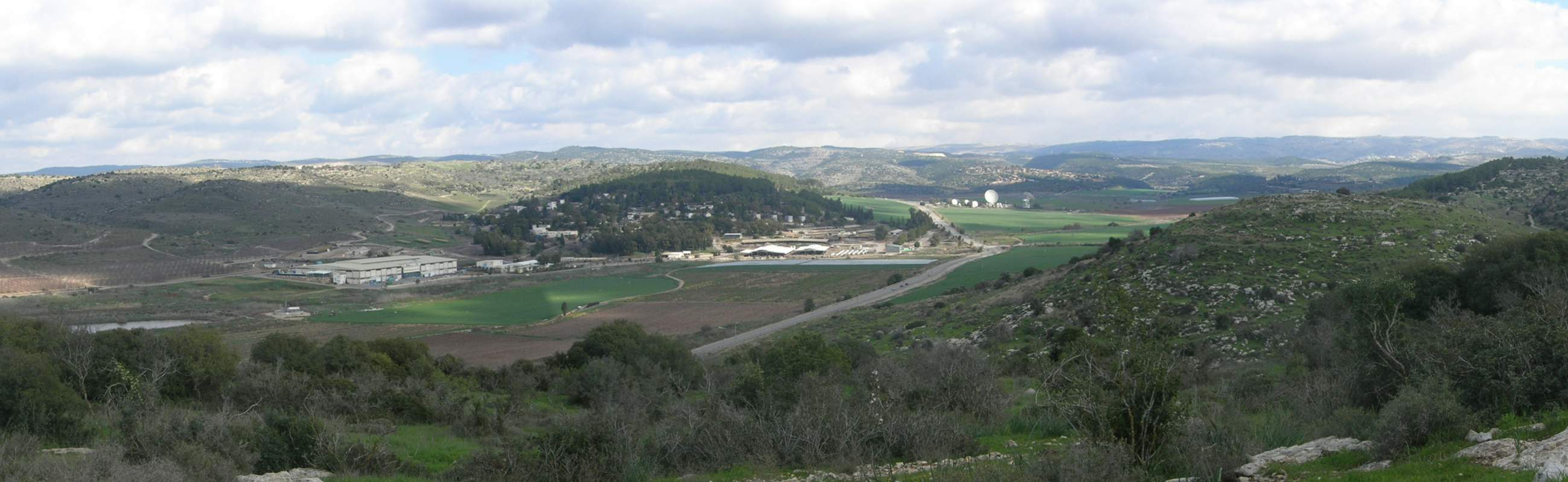
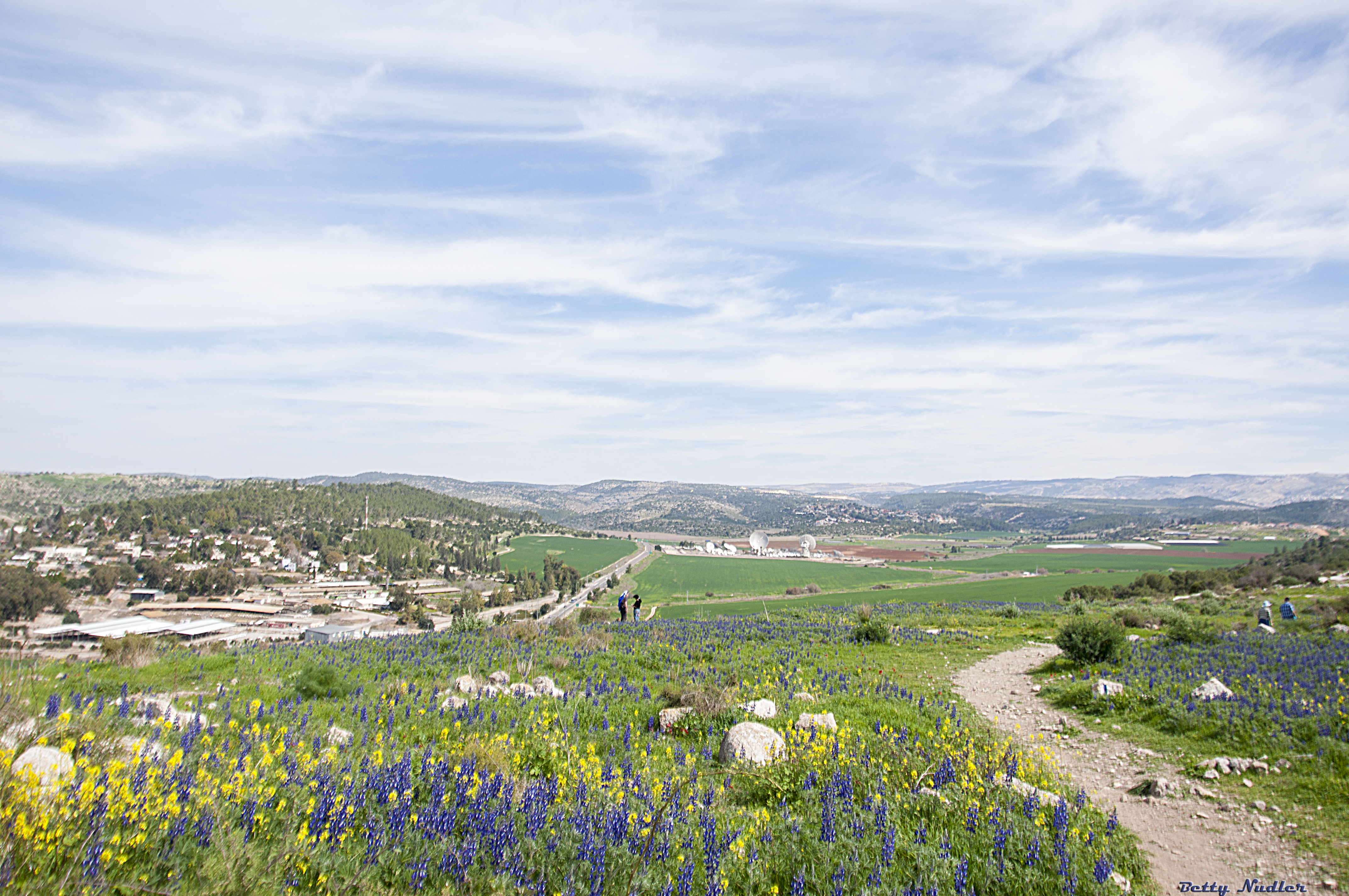
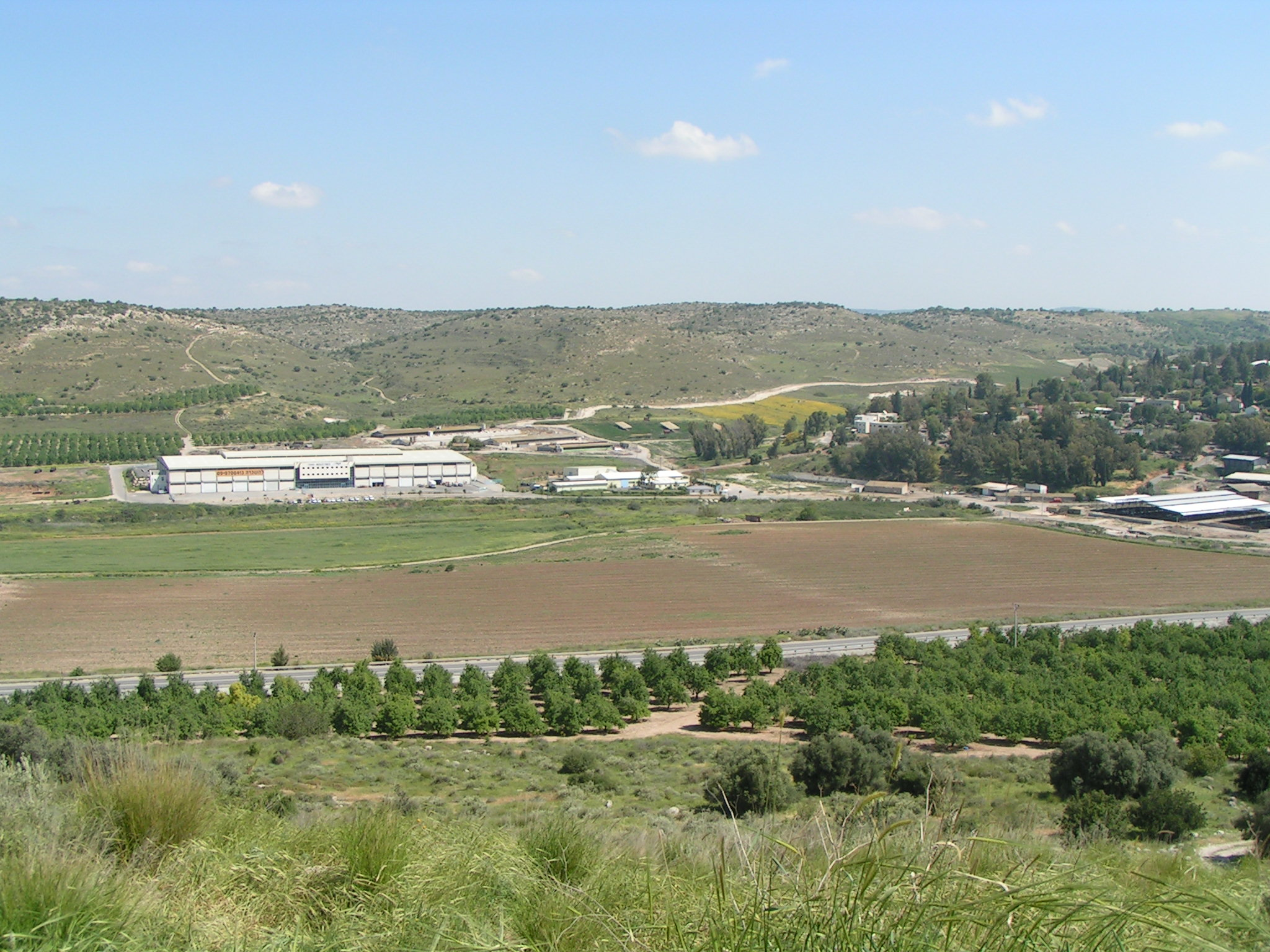
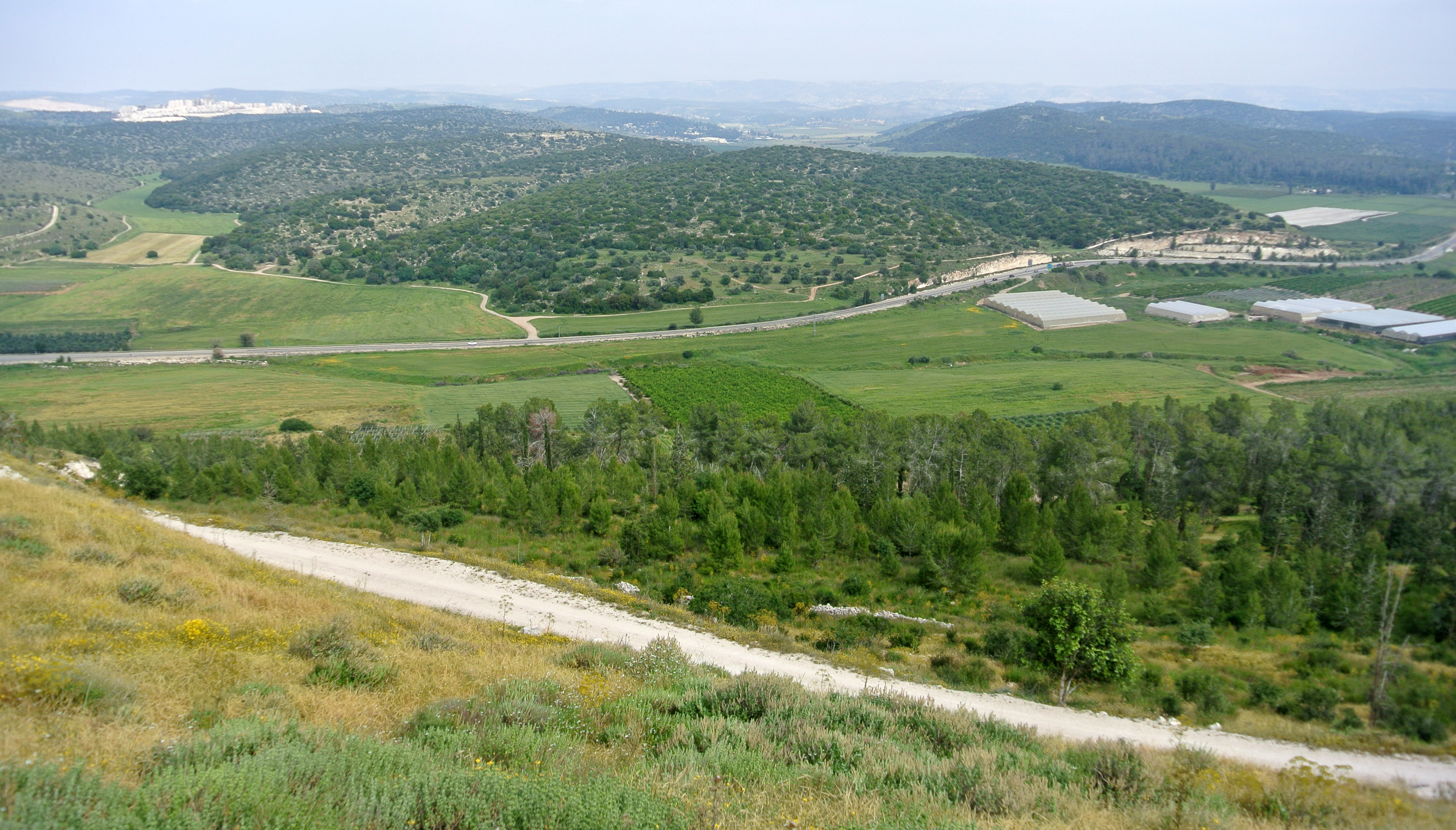
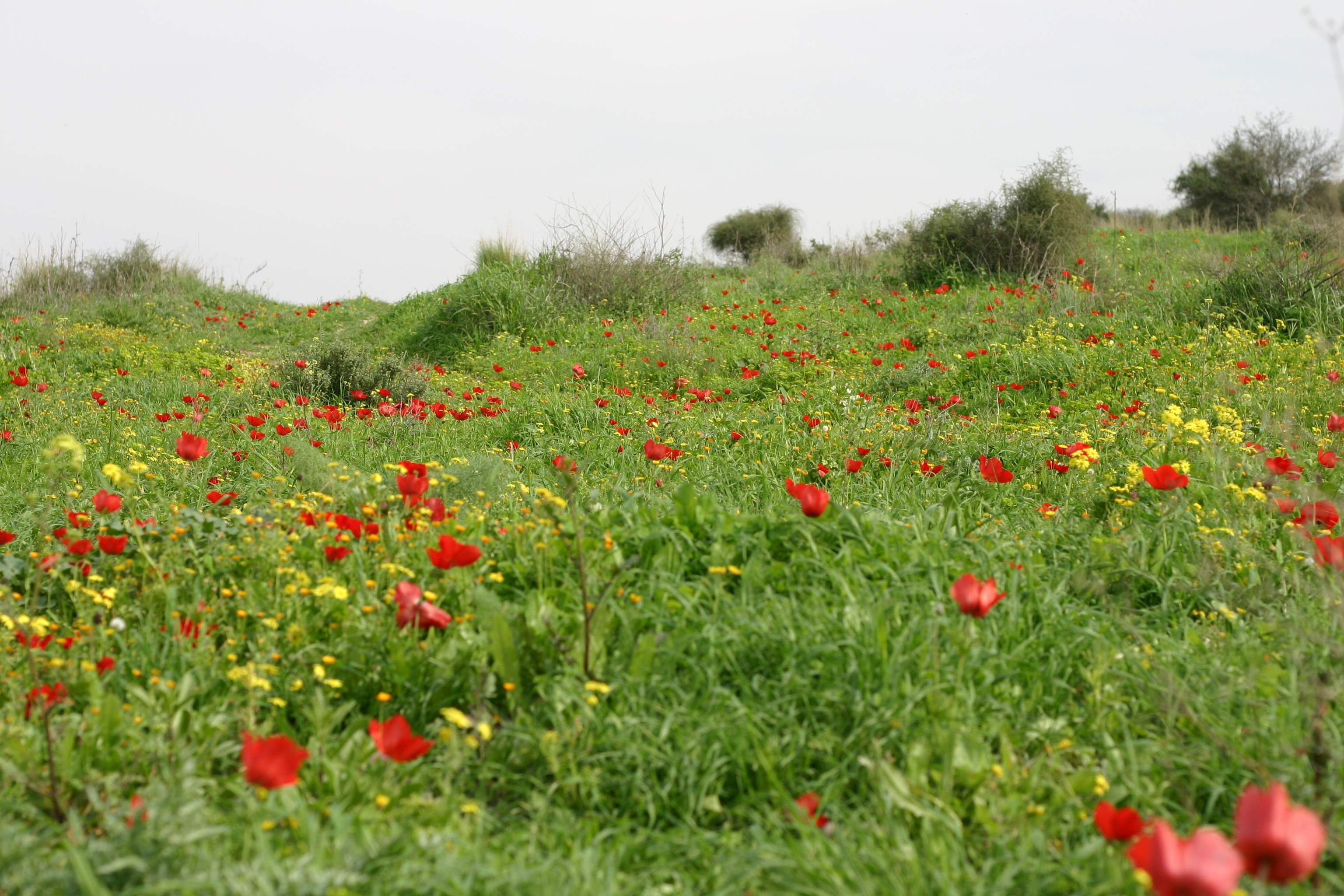
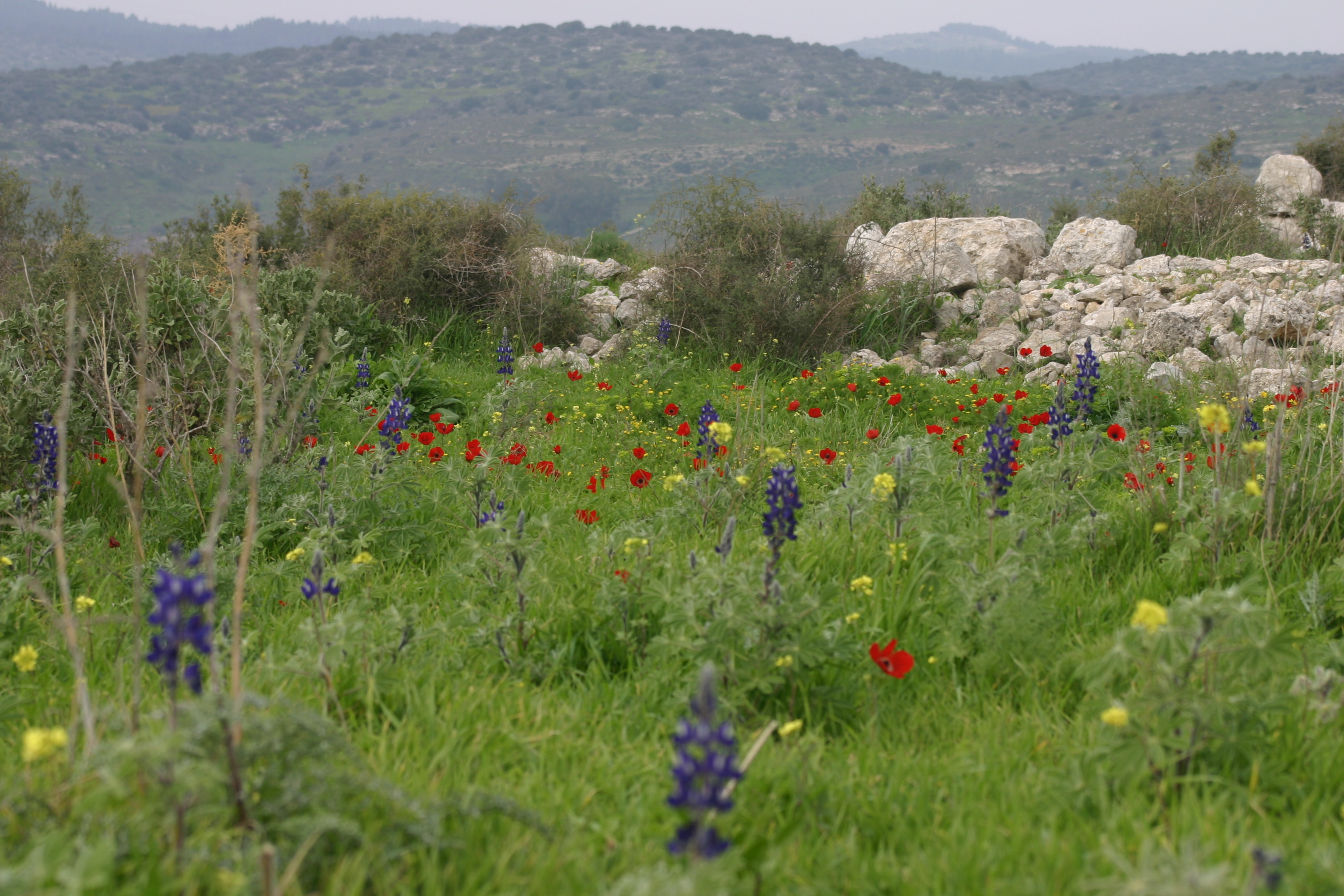

## النباتات البرية
- بطم فلسطيني
- بلوط قلبريني
- خروب
- مردقوش سوري
- خلة بلدية
- شمرة شائعة
- شقيقة النعمان
- بخور مريم فارسي
- ترمس بري
- أقحوان تاجي
- خبازة نيسية
- هندباء أنديفية
- خس منشاري
- قراص حارق
- بروق صيفي
- خردل أبيض
- لوف فلسطيني
- قبار
- جزر شائع
- قنفذي أدني الساق

## الحيوانات
- غزال الجبل
- ابن آوى سوري
- أبو شوك
- نمس مصري
- خلد أعمى فلسطيني
- سلحفاة مهمازية الورك
- عكبر المشرق